# Pentasachme caudatum
Pentasachme caudatum là một loài thực vật có hoa trong họ La bố ma. Loài này được Wall. ex Wight mô tả khoa học đầu tiên năm 1834.